# Alexander Matwejewitsch Karamyschew
Alexander Matwejewitsch Karamyschew (russisch Александр Матвеевич Карамышев; * 1744 im Gouvernement Sibirien; † 22. Novemberjul. / 3. Dezember 1791greg. in St. Petersburg) war ein russischer Bergbauingenieur, Metallurg, Botaniker und Hochschullehrer.

## Leben
Karamyschews Vater Matwei Karamyschew war Bergbauingenieur, der aus der niedrigsten Bergbaurangklasse XIV (Schichtmeister) zum Berggeschworenen (XI. Bergbaurangklasse) aufstieg und in den Adel mit Verleihung einer kleinen Grundherrschaft aufgenommen wurde. Als der Vater bald nach 1750 ohne Hinterlassung eines nennenswerten Vermögens starb, wurde der Soh Alexander von dem reichen Grundherrn Jewdokim Jakowlewitsch Jakowlew (1692–1764) aufgenommen, dessen Frau mit Alexanders Mutter Jewdokija Lukjanowna Karamyschewa eng befreundet war. Jakowlew war Alexanders Vormund und versprach ihm kurz vor seinem Tod seine noch minderjährige Tochter Anna (1758–1828) zur Frau.
Karamyschew besuchte in Jekaterinburg die Bergbauschule und dann die Sprach- und Arithmetik-Schule. Darauf wurde er 1756 in die Latein-Klasse des neuen Gymnasiums der Kaiserlichen Universität Moskau aufgenommen.
Im Juli 1758 wurde Karamyschew mit Matwei Afonin und zwei weiteren Schülern der Latein-Klasse mit der Goldmedaille ausgezeichnet und zum Studium nach Königsberg geschickt, das während des Siebenjährigen Kriegs 1758–1763 mit dem Generalgouverneur Nikolaus Friedrich von Korff unter russischer Herrschaft stand. Sie studierten an der Albertus-Universität Königsberg im ersten Jahr Deutsch und Latein und nach Bestehen der Sprachprüfungen Philosophie, Mathematik, Logik und Experimentalphysik, aber auch Ontologie, Kosmologie und Psychologie.

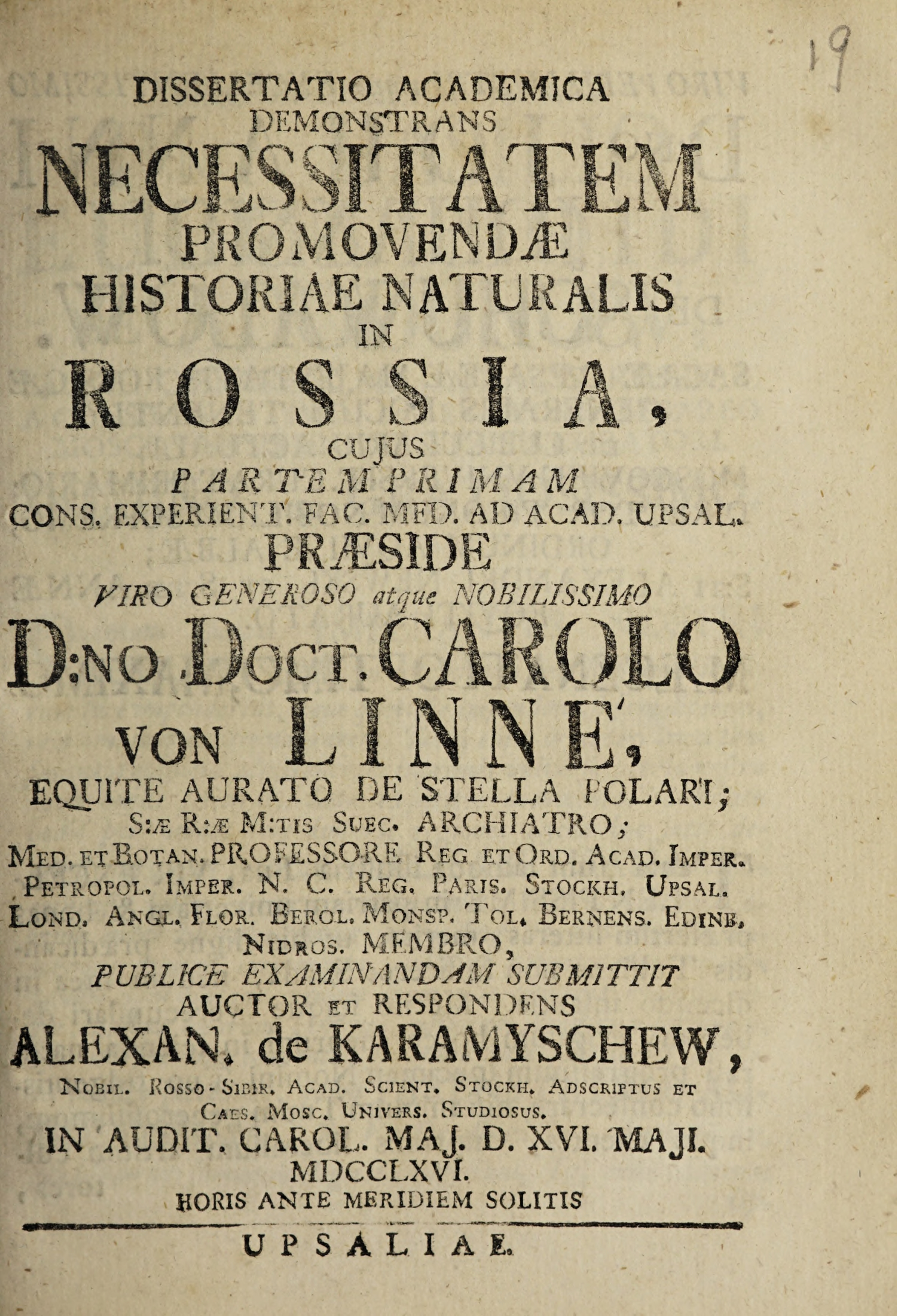
Karamyschews Dissertation

1761 wurden Karamyschew und Afonin auf Anweisung des Gründers der Universität Moskau Iwan Schuwalow ins verbündete Schweden zum weiteren Studium an der Universität Uppsala geschickt. Nach ihrer Ankunft in den Sommerferien wohnten sie zunächst in  Stockholm beim russischen außerordentlichen Botschafter Graf Iwan Ostermann, um dann mit einem Empfehlungsbrief an Johan Ihre nach Uppsala weiterzureisen. Sie studierten zunächst Naturgeschichte bei Carl von Linné. Gleichzeitig beschäftigten sie sich mit Mineralogie bei dem Chemie-Adjunkten Anders Tidström. Dann studierten sie bei Johan Gottschalk Wallerius die Probierkunst und Metallurgie, verbunden mit praktischen Übungen. Außerdem lernten sie Schwedisch, hörten eine Vorlesung über die Anwendung von Mineralen in der Wirtschaft und nahmen an Wirtschaftsseminaren teil. Zu ihren Lehrern gehörte auch Torbern Olof Bergman. Während ihres gesamten Studiums wohnten sie bei Johan Ihre. 1762 hatte Karamyschew eine lateinische Ode zur Krönung Katharinas II. veröffentlicht. Bei Linné fertigte Karamyschew seine Dissertation an. Das Thema war die Flora Sibiriens, und Linné ließ sich dazu Materialien von Erich G. Laxmann aus Sibirien schicken. Am 16. Mai 1766 verteidigte Karamyschew zum Abschluss seines Studiums in der Medizinischen Fakultät der Universität Uppsala mit Erfolg seine  Dissertatio academica demonstrans Necessitatem promovendae Historiae Naturalis in Rossia. Er blieb in Schweden, reiste viel, so auch nach Dresden, und studierte im Herbst 1768 in Falun beim dortigen Markscheider das Markscheidewesen.
Im Dezember 1771 kehrte Karamyschew nach Moskau zurück und trat als Markscheider im Rang eines Kapitan-Porutschiks (10. Rangklasse) in den Staatsdienst. Im Winter 1772 begab er sich im Auftrag des Präsidenten des staatlichen Bergbau-Kollegiums Michail Soimonow in den Ujesd Olonez, um den Zustand der geschlossenen Woizki-Golderzgrube beim heutigen Nadwoizy zu untersuchen. Er berichtete, dass der Goldabbau durch Schäden und Unprofessionalität geendet habe.
1773 wurde Karamyschew Markscheider des Bergbau-Kollegiums in St. Petersburg. Auch lehrte er an der 1774 eröffneten ersten russischen Bergbau-Schule Chemie und Metallurgie, wobei ihm die praktischen Übungen wichtig waren. Seine Arbeit führten nach seinem Weggang Matwei Afonin und Fjodor Moissejenkow fort.
1779 wurde Karamyschew Direktor des Kontors der staatlichen Assignatenbank in Irkutsk. 1780–1781 leitete er kommissarisch die Nertschinsker Berg- und Hüttenwerke. Er sanierte die Silberbergwerke und eröffnete 5 neue Werke. Er sorge für eine gute Versorgung der zur Arbeit eingesetzten Katorga-Häftlinge und ordentliche Arbeitsbedingungen, so dass sie seinen Weggang sehr bedauerten, wie sich seine Frau Anna erinnerte.
Als 1790 das Irkutsker Kontor der Assignatenbank geschlossen wurde,  übernahm Karamyschew die Leitung des kaiserlichen Kolywano-Woskressenski-Hüttenwerks in Barnaul mit Ernennung zum Kollegienrat (6. Rangklasse). Experimentell bestätigte er die Brennbarkeit von Diamanten.
Karamyschew war Korrespondierendes Mitglied der St. Petersburger Akademie der Wissenschaften (seit 1779), Korrespondent (Adscriptus) der Königlich Schwedischen Akademie der Wissenschaften, aktives Mitglied der Kaiserlichen Freien Ökonomischen Gesellschaft zu Sankt Petersburg und Mitglied der Gesellschaft Naturforschender Freunde zu Berlin.
Karamyschew war seit 1772 mit Anna Jewdokimowna geborene Jakowlewa verheiratet. Nach seinem Tod heiratete sie 1794 den Schriftsteller Alexander Labsin. Sie hatte keine Kinder.
Karamyschews Namen  tragen die Pflanzengattung Karamyschewia Fisch. & C.A.Mey. (1838) der Familie Rötegewächse und die Art Triticum karamischevii Nevski (1935).